# داني روبين (كاتب)
داني روبين (بالإنجليزية: Danny Rubin)‏ هو كاتب سيناريو أمريكي، ولد في 1957.

## وصلات خارجية
- الموقع الرسمي
- داني روبن على موقع IMDb (الإنجليزية)
- داني روبن على موقع ألو سيني (الفرنسية)
- داني روبن على موقع أول موفي (الإنجليزية)
- داني روبن على موقع قاعدة بيانات برودواي على الإنترنت (الإنجليزية)
- داني روبن على موقع قاعدة بيانات الأفلام السويدية (السويدية)
- داني روبن على موقع قاعدة بيانات الأفلام السويدية (السويدية)
- داني روبن على موقع قاعدة بيانات الفيلم (الإنجليزية)
- داني روبن على موقع كينوبويسك (الروسية)